# Wanda Skarżyńska
Wanda Maria Skarżyńska z d. Romm (ur. 2 stycznia 1892 w Warszawie, zm. 6 sierpnia 1967 w Gdyni) – polska aktorka teatralna.

## Życiorys
Debiutowała w sezonie 1910/1911 na deskach Teatru Miejskiego w Krakowie. W kolejnych latach występowała w Wilnie (1911-1914), Warszawie (teatry: Argus i Mirage w 1919, Teatr Praski w latach 1923-1924), Mińsku (Teatr Polski, 1920), w objazdach z Teatrem Objazdowym Ligi Obrony Powietrznej Państwa (1921), następnie w Grodnie (Teatr Miejski, 1921-1923, 1924-1925), Białymstoku (1924-1925) oraz Bydgoszczy (Teatr Popularny, 1925). W latach 1915-1917 przebywała również w Petersburgu, gdzie zetknęła się z Stanisławem Ignacym Witkiewiczem, który w 1917 roku namalował jej portret.
W latach 1927-1929 grała pod dyrekcją męża, Tadeusza Skarżyńskiego w Teatrze Miejskim w Płocku. Po przekształceniu zespołu w Teatr Objazdowy brała zapewne udział w wystawianym przez niego w widowisku pt. "Wesele na Kurpiach" wg dramatu ks. Władysława Skierkowskiego.
Podczas II wojny światowej była więziona w obozie koncentracyjnym Ravensbrück. Po zakończeniu walk nie wróciła do aktorstwa, pracując w administracji związków zawodowych.

### Rodzina
W 1915 roku w Wilnie wyszła za mąż za Tadeusza Skarżyńskiego (1886-1944) - aktora i reżysera. Z małżeństwa urodziła się dwójka dzieci: Ewa (1920-1929) oraz Zbigniew (1922-1943). Cała rodzina została pochowana na Cmentarzu Powązkowskim w Warszawie (kw. 109, rz. 3, m. 19).